# Гвюдмюндюр Фридьоунссон
Гвюдмюндюр Фридйоунссон (исл. Guðmundur Friðjónsson; 24 октября 1869, Адальдалюр, Нордюрланд-Эйстра — 24 июня 1944, Хусавик, Нордюрланд-Эйстра) — исландский поэт и писатель.

## Биография
Гвюдмюндюр родился 24 октября 1869 года на ферме Силалайкюр в долине Адальдалюр (ныне в общине Тингейярсвейт в Нордюрланд-Эйстра) в семье фермера Фридйоуна Йоунссона (1838—1917) и его жены, домохозяйки Сигюрбьёрг Гвюдмюндсдоуттир (1840—1874). В семье было семеро детей, из которых многие впоследствии приобрели известность. Так среди братьев и сестёр Гвюдмюндюра можно упомянуть братьев Сигюрьуона Фридьоунссона (поэт, член Альтинга и основатель Лёйгара), Эдлинга Фридйоунссона (член Альтинга) и Брайи Фридйоунссона (член Альтинга и министр), сестёр Ауслёйг Фридйоунсдоуттир (мать писателя Кадля Исфельда) и Уннюр Фридйоунсдоуттир (мать председатель Союза фермеров Исландии Инги Триггвасона).
После смерти жены в 1874 году Фридйоун с семьёй переехал на ферму в Сандюр. Гвюдмюндюр учился в школе Мёдрюведлир в 1891—1893 годах и это было его единственным образованием. После окончания школы он вернулся на ферму отца, где вплоть до своей смерти жил и занимался сельским хозяйством.
В 1899 году Гвюдмюндюр женился на Гвюдрун Лилье Оддсдоуттир (1875—1966). У пары было несколько детей, среди которых можно упомянуть поэта Хёйкюра Гвюдмюндссона, поэта и члена Альтинга Бьяртмара Гвюдмюндссона и писателя Тоуроддюра Гвюдмюндссона.

## Творчество
Гвюдмюндюр начал писать стихи и рассказы в начале 1890-х годов под влиянием древнеисландской литературы. Многие из его первых произведений были написаны в стиле социально-критической сатиры, другие — в духе глубокого символизма. По мнению Стефана Эйнарссона, на раннее творчество Гвюдмюндюра повлиял великий голод 1880-х годов в Исландии. Первоначально он публиковал свои произведения в журналах, в частности в Eimreiðin, а в 1898 году издал первую книгу — сборник коротких рассказов «Einir» (исл. Можжевельник).
Его брак в 1899 году послужил поворотным моментом в литературном творчестве — он начал писать много стихов, а его стиль отошёл от символизма и приблизился к современному реализму. Несмотря на это, его первая книга стихов «Úr heimahögum» (рус. Из домашних пастбищ), опубликованная в 1902 году, подверглась резкой критике исландского поэта, драматурга и переводчика Маттиаса Йохумссона в обзоре журнала Þjóðólfur. Несмотря на критику и постоянную занятость на ферме, Гвюдмюндюр продолжил писать короткие рассказы и сочинять стихи, публикуя некоторые из них в различных журналах. Писал очерки на разные темы для газет и участвовал в дискуссиях и дебатах по различным актуальным вопросам своего времени.
В 1904 году он опубликовал сборник рассказов о животных «Undir beru lofti» (рус. Под открытым воздухом), а в 1907 году вышел его единственный роман «Olöf i Ási» (рус. Олёф в Аусе). Роман получил неоднозначные отзывы критиков, был признан неудачным и даже местами аморальным. Впоследствии Гвюдмюндюр никогда более не писал длинных произведений, так как ему, возможно, было трудно браться за произведения, требующие длительной непрерывной работы.
В дальнейшем Гвюдмюндюр издал несколько сборников своих рассказов и стихов, в том числе, ещё одну книгу рассказов о животных «Úti á víðavangi» (рус. Под открытым небом) в 1938 году. Занимался сельскохозяйственными работами на ферме, выступал в газетных и журнальных статьях и часто ездил по Исландии с лекциями о различных национальных проблемах и идеалах.

## Произведения
Стихи
- Из домашних пастбищ (исл. Úr heimahögum; 1902)
- В течение осени (исл. Haustlöng; 1905)
- Поэма (исл. Kvædi; 1925)
- Короткие стишки (исл. Kveðlingar; 1929)
- Из-под открытого неба (исл. Utan af víðavangi; 1942)

Краткая проза
- Можжевельник (исл. Einir; 1898)
- Под открытым воздухом (исл. Undir beru lofti; 1904)
- Двенадцать историй (исл. Tólf sögur; 1915)
- Десять историй (исл. Tíu sögur; 1918)
- Со всех сторон (исл. Úr öllum áttum; 1919)
- Солнцестояние (исл. Sólhvörf; 1921)
- Вечерний жар (исл. Kveldglæður; 1923)
- Здесь и далее (исл. Héðan og handan; 1925)
- Байки из деревни и города (исл. Sögur úr bygð og borg; 1934)
- Под открытым небом (исл. Úti á víðavangi; 1938)

Очерки
- Источники (исл. Uppsprettulindir; 1921)

Романы
- Олёф в Аусе (исл. Olöf i Ási; 1907)